# Howelsen
Lo Howelsen (ufficialmente, in inglese: Howelsen Hill, "trampolino Howelsen") è un trampolino situato a Steamboat Springs, negli Stati Uniti.

## Storia
Aperto nel 1915, più volte ristrutturato e interamente ricostruito nel 1977, l'impianto ha ospitato varie tappe della Coppa del Mondo di combinata nordica.

## Caratteristiche
Il trampolino lungo ha il punto K a 114 m; il primato di distanza, 127 m, è stato stabilito dal giapponese Satoshi Mori (nel 1999) e dagli statunitensi Todd Lodwick (nel 1999) e Clint Jones (nel 2002). Il trampolino normale ha il punto K a 90 m; il primato di distanza, 101,5 m, è stato stabilito da Clint Jones nel 2006. Il complesso è attrezzato anche con salti minori HS65, K38, K25 e K18.